# Halvar Söderbaum
Johan Halvar Söderbaum, född den 29 juni 1878 i Sundsvall, död den 28 augusti 1952 i Stockholm, var en svensk sjömilitär. Han var måg till Carl Wester.
Söderbaum blev underlöjtnant vid flottan 1900 och löjtnant 1902. Han genomgick Sjökrigshögskolan 1906–1908 och befordrades till kapten sistnämnda år. Söderbaum tjänstgjorde i marinförvaltningen 1908–1909, var kadettofficer, lärare och adjutant vid Sjökrigsskolan 1910–1915 samt chef där 1926–1931. Han blev kommendörkapten av andra graden 1919, av första graden 1923 och kommendör 1930. Söderbaum blev chef för underofficers- och sjömanskårerna i Karlskrona 1933 och för Stockholms örlogsstation 1937. Han övergick till amiralitetets reserv 1938. Söderbaum invaldes som ledamot av Örlogsmannasällskapet 1919 och av Krigsvetenskapsakademien 1927. Han blev riddare av Svärdsorden 1921 och av Carl XIII:s orden 1936 samt kommendör av andra klassen av Svärdsorden 1933 och kommendör av första klassen 1937. Söderbaum vilar på Norra begravningsplatsen utanför Stockholm.